# Scelio pakistanensis
Scelio pakistanensis är en stekelart som beskrevs av Siddiqui et al. 1983. Scelio pakistanensis ingår i släktet Scelio och familjen Scelionidae. Inga underarter finns listade i Catalogue of Life.